# Chaufour-lès-Bonnières
Chaufour-lès-Bonnières ist eine Gemeinde im französischen Département Yvelines in der Île-de-France. Sie gehört zum Kanton Bonnières-sur-Seine im Arrondissement Mantes-la-Jolie. Sie grenzt im Norden an Blaru, im Nordosten an La Villeneuve-en-Chevrie, im Südosten an Lommoye, im Süden an Cravent, im Südwesten an Villegats und im Westen an Chaignes. Die Bewohner nennen sich Chaufouriens.

## Bevölkerungsentwicklung
| Jahr      | 1962 | 1968 | 1975 | 1982 | 1990 | 1999 | 2008 | 2014 |
| --------- | ---- | ---- | ---- | ---- | ---- | ---- | ---- | ---- |
| Einwohner | 140  | 150  | 185  | 300  | 376  | 413  | 412  | 448  |

## Sehenswürdigkeiten
- Kriegerdenkmal
- Kirche Saint-Sauveur

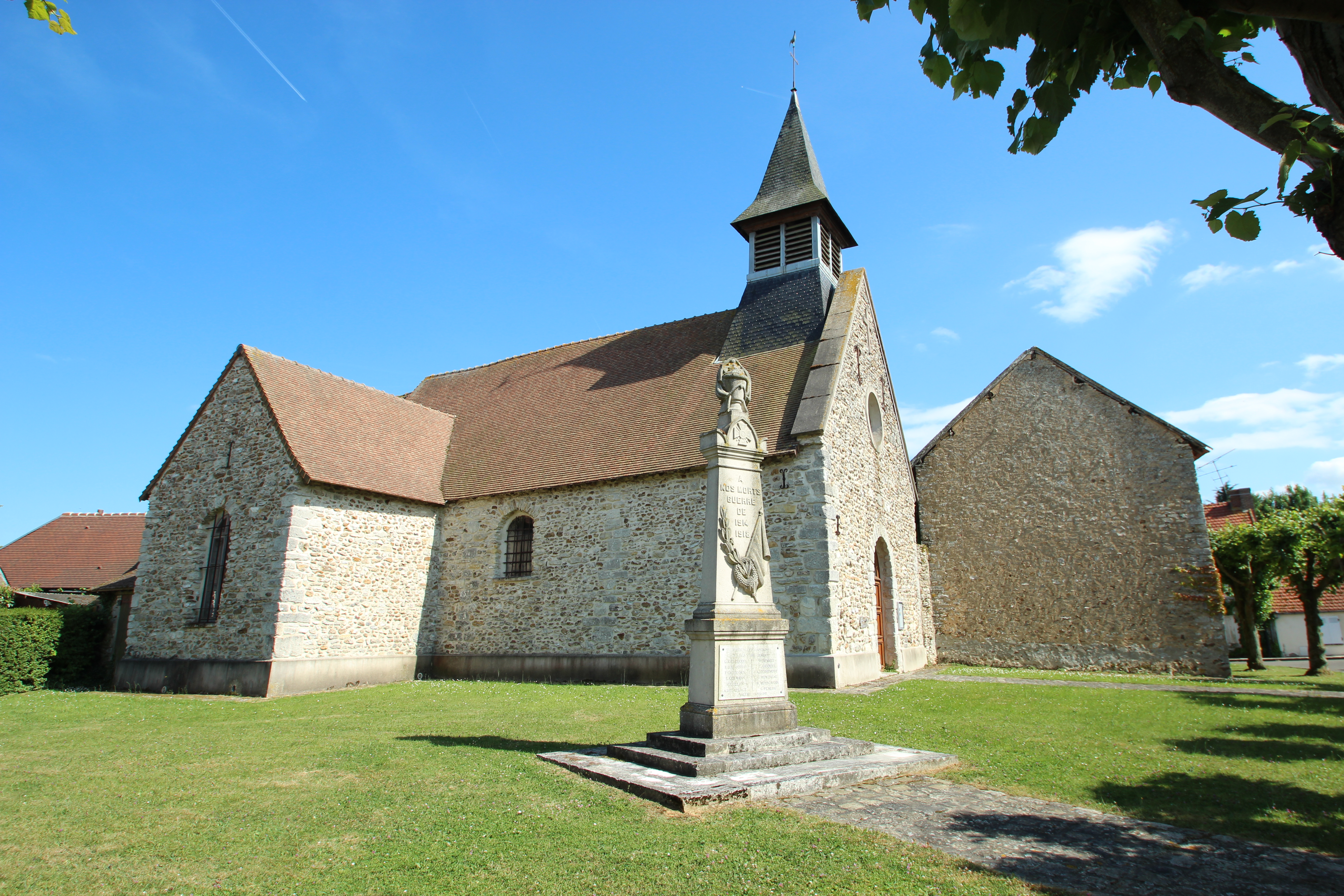
Kirche Saint-Sauveur und Kriegerdenkmal
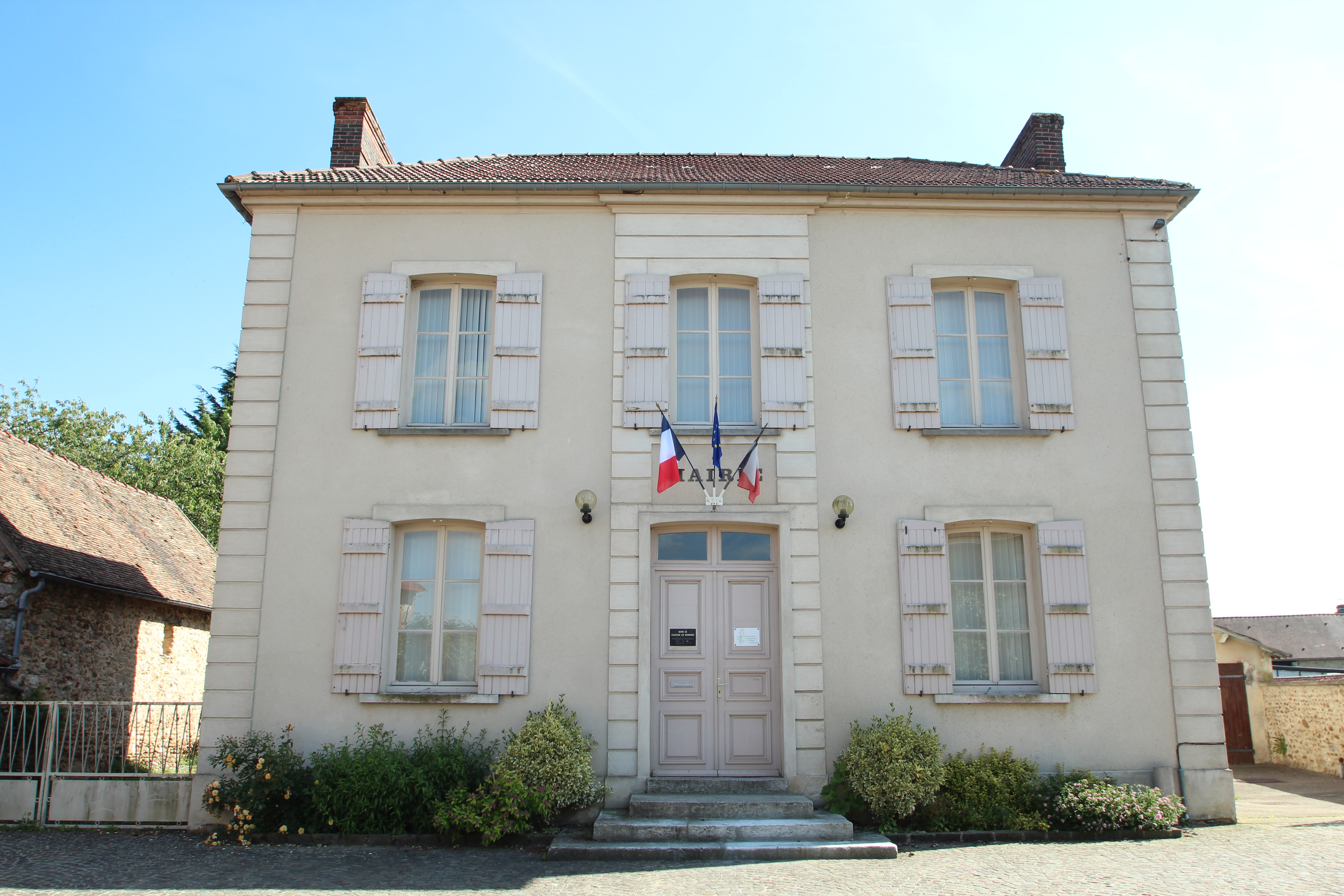
Mairie Chaufour-lès-Bonnières